# Amargasaurus
Amargasaurus cazaui
Genre
Espèce
Amargasaurus est un genre fossile de dinosaures sauropodes diplodocoïdes, de la famille des Dicraeosauridae. Sa taille est relativement modeste pour un sauropode. Il vivait au cours du Crétacé inférieur (Hauterivien), il y environ 130 Ma (millions d'années), dans la province de Neuquén en Argentine, où il a été découvert dans la formation géologique de la Armaga (en).
Amargasaurus cazaui, la seule espèce connue, est un herbivore quadrupède avec un crâne long et bas au bout d'un cou assez long. Ce dinosaure arbore deux rangées parallèles de grands processus vertébraux épineux, sur son cou, qui se prolongent, avec une taille moindre, jusqu'à la fin de son dos. Ces apophyses auraient pu supporter une voile. Elles donnent une forme caractéristique à l'animal.

## Étymologie
Son nom signifie « lézard de la Amarga ». Amargasaurus a été nommé en 1991 par les paléontologues argentins Leonardo Salgado et José Bonaparte, parce que ses restes fossiles ont été trouvés à côté de la Amarga, dans la province de Neuquén en Argentine. Amarga est aussi le nom d'une ville proche, de même que le nom de la formation géologique où les restes ont été prélevés. Le mot amarga est espagnol et signifie « amer ». Le mot sauros est grec et signifie « lézard ». L'espèce (A. cazaui) est nommée en l'honneur de l'homme qui a découvert le site, le Dr Luis Cazau, un géologue de la compagnie pétrolière YPF.

## Inventaire des fossiles retrouvés
Amargasaurus est connu par le squelette relativement complet d'un seul individu. Ce squelette inclut l’arrière du crâne, et toutes les vertèbres du cou, du dos, des hanches, de même qu'un morceau de la queue. Le côté droit de la ceinture de l'épaule est aussi connu, comme le sont les pattes antérieure et postérieure gauche, et l'ilion gauche, qui est un os du bassin.  

## Anatomie

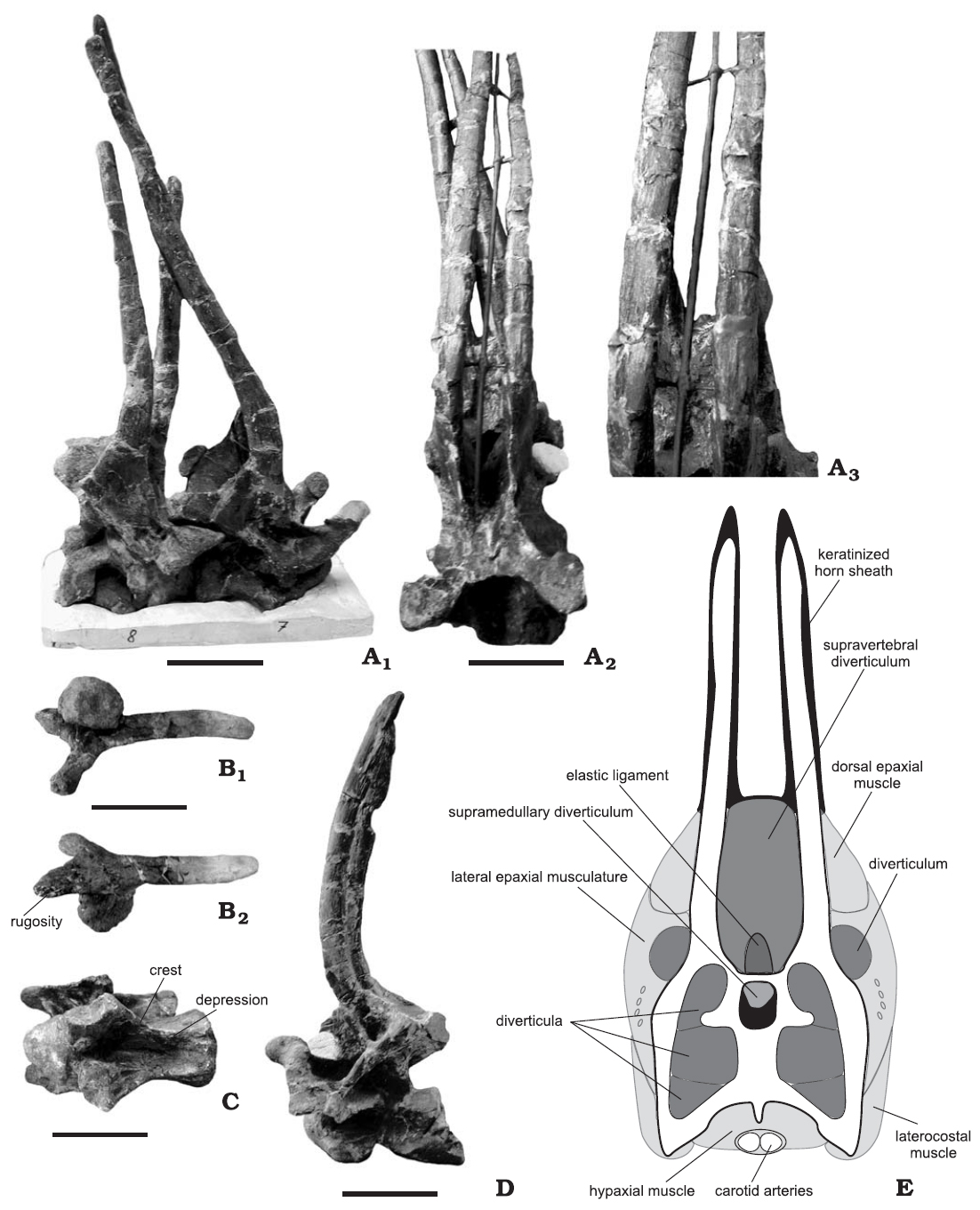
Photos des vertèbres cervicales de l'holotype holotype, avec ses très longs et fins processus épineux dédoublés et, à droite, un schéma en coupe d'une de ces vertèbres avec les tissus mous replacés.
La barre horizontale mesure 6 centimètres.

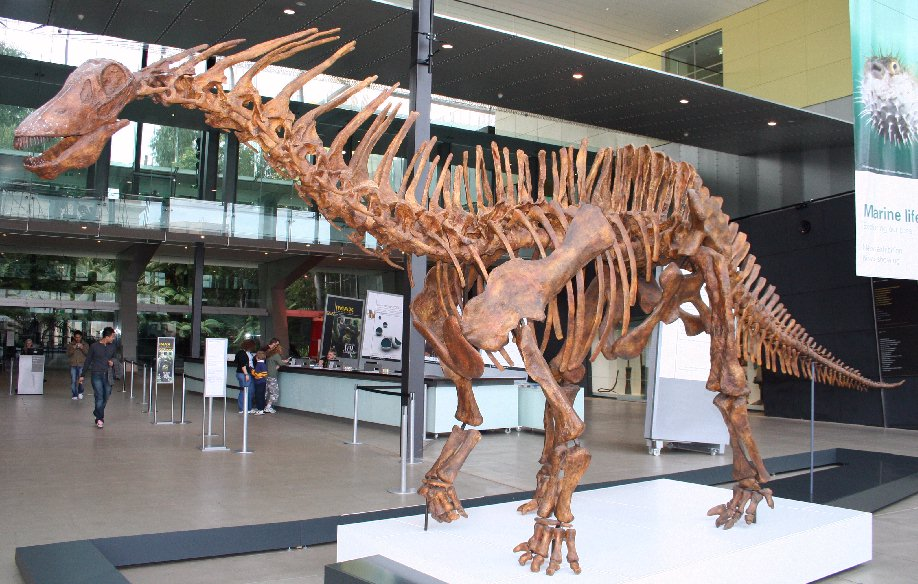
Squelette d'Amargasaurus au musée de Melbourne.

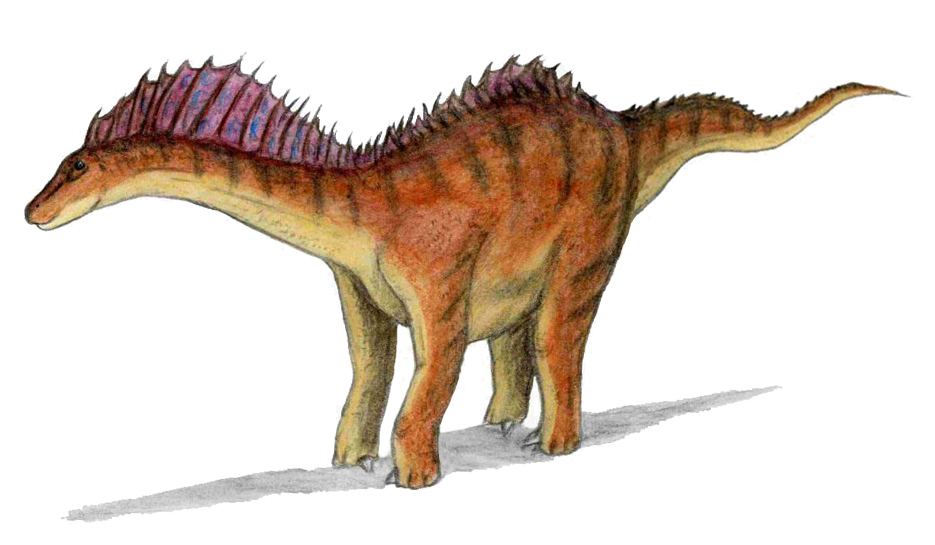
Vue d'artiste d'Amargasaurus cazaui, avec l'hypothèse d'une voile.

### Taille
Amargasaurus mesurait environ entre 9 et 12 mètres de long selon les sources,,,, pour 4 mètres de hauteur et une masse de l'ordre de 3 tonnes.

### Cou
À la différence de la plupart des sauropodes, le cou d'Amargasaurus est plus court que celui de la plupart des sauropodes, ce qui est la caractéristique des Dicraeosauridae.

### Vertèbres
Les vertèbres cervicales sont au nombre de 13. La morphologie de ses corps vertébraux présente une face avant convexe et une face arrière en creux, dite « opisthocèle », qui permet un emboîtement parfait avec la face antérieure de la vertèbre suivante.
Les vertèbres du tronc sont composées de 9 vertèbres dorsales et de probablement 5 vertèbres sacrées fusionnées. Si les vertèbres dorsales  à l'avant sont encore ophistocèles, elles deviennent ensuite plates sur les deux faces des corps vertébraux. Les processus transverses sont développés, ce qui permet une bonne connexion aux côtes et de soutenir une cage thoracique bien développée.
La caractéristique la plus remarquable de l'anatomie des vertèbres est la présence sur les vertèbres cervicales et dorsales antérieures, d'épines ou processus épineux, très hauts et saillants, dédoublés sur toute leur longueur, qui forment une double rangée de pointes sur le cou et une grande partie du dos de l'animal. Dans la partie médiane du cou, les plus longues de ces épines peut atteindre 60 centimètres de long, en particulier sur la 8e cervicale. Sur le cou, les épines sont tournées vers l'arrière. Si le dédoublement des épines neurales est un caractère partagé par les Dicraeosauridae et les Diplodocidae, c'est chez les dicraeosauridés qu'elles sont les plus longues, avec les plus spectaculaires pour le genre Amargasaurus. La fonction de ces extensions est discutée : elles pourraient avoir servi de support à une hypothétique voile. La découverte de son cousin, Bajadasaurus, en 2013, et sa description en 2019 relance le débat : les processus osseux d'Amargasaurus, comme ceux de son cousin, pourraient avoir servi de support à des cornes faites de kératine, comme celle des bovidés actuels.
Les deux dernières dorsales, les hanches et les vertèbres caudales les plus à l'avant possèdent aussi des épines neurales allongées. Elles sont cependant plus courtes, non dédoublées et évasées, avec leur extrémité supérieure en forme de pagaie.
La région du bassin est relativement large si l'on en juge par les longs processus transversaux des vertèbres sacrées.

### Membres
Les pattes antérieures sont un peu plus courtes que les membres postérieurs comme c'est le cas chez ses proches parents parmi les sauropodes. Les extrémités des pattes ne sont quasiment pas préservées, mais Amargasaurus portait probablement cinq doigts comme tous les sauropodes.

## Paléobiologie
La taille et la vie en groupe étaient les principaux atouts d'Amargasaurus pour décourager ses prédateurs. Il pouvait aussi se défendre en frappant ses agresseurs de sa longue queue, de ce fait, les prédateurs ne présentaient un danger que pour les jeunes. Amargasaurus se distingue des autres sauropodes par la crête qu'il portait sur le cou, et qui devait avoir deux fonctions : hérissée d'épines, elle pouvait servir à impressionner les prédateurs ou les rivaux et, traversée par de nombreux vaisseaux sanguins, elle pouvait servir de régulateur de température, comme chez Spinosaurus. Amargasaurus était quadrupède, il avait une petite tête, un cou assez long et une très longue queue. Les pattes antérieures étaient plus courtes que les postérieures, les quatre pieds ressemblaient à ceux des éléphants et possédaient une griffe. C’était un herbivore qui avait des dents émoussées, utiles pour dépouiller de feuillage qu’il avalait probablement sans le mâcher (il avalait probablement des gastrolithes pour l’aider à digérer).

## Amargasaurusdans la culture populaire
- Amargasaurus a servi de base, tout du moins nominale, pour la création des Pokémon Amagara et Dragmara, le second portant même la collerette de peau d'Amargasaurus.
- Amargasaurus apparaît dans le 23e épisode de la saison 1 de la série Dinosaur King (la version sans voile), avec pour lieu d'apparition le lac du Loch Ness avec lequel il est confondu avec le Monstre du Loch Ness.
- Amargasaurus apparaît dans l'application sur mobile "Carnivore" en tant que l'un des gibiers herbivores, il représente un bon gibier car il est facile à chasser (lent = facile à suivre, gros = facile à toucher) et du haut score obtenu par individu.
- Amargasaurus dans le jeu Android "Jurassic Park Builder" mais aussi dans "Jurassic World le jeu" où il s'agit d'un mélange des deux versions de son anatomie, lors de son évolution finale, il possède une voile qui va de la tête à la queue.
- Amargasaurus Titanicus est une créature du jeu Ark: Survival Evolved, où il possède un voile et la capacité de modifier grandement sa température corporelle.

## Classification
Amargasaurus appartient à la famille des Dicraeosauridae, classé parmi les Diplodocoidea. C'est le seul genre de dicraeosauridés connu et décrit au Crétacé.

### Cladogramme
Le cladogramme ci-dessous, limité aux Dicraeosauridae, est issu de l'analyse phylogénétique des Diplodocoidea réalisée par Emanuel Tschopp, Octavio Mateus et Roger B.J. Benson en 2015. Il présente la position d'Amargasaurus en groupe frère du genre type des dicraeosauridés, Dicraeosaurus :
|  | Suuwassea emilieae     |
|  |                        |
|  | Dystrophaeus viaemalae |
|  |                        |

|  | Brachytrachelopan mesai                                                          |
|  |                                                                                  |
|  | \| \| Amargasaurus cazaui \| \| \| \| \| \| Dicraeosaurus hansemanni \| \| \| \| |
|  |                                                                                  |
|  | Amargasaurus cazaui                                                              |
|  |                                                                                  |
|  | Dicraeosaurus hansemanni                                                         |
|  |                                                                                  |

|  | Amargasaurus cazaui      |
|  |                          |
|  | Dicraeosaurus hansemanni |
|  |                          |

|  | Suuwassea emilieae     |
|  |                        |
|  | Dystrophaeus viaemalae |
|  |                        |

|  | Brachytrachelopan mesai                                                          |
|  |                                                                                  |
|  | \| \| Amargasaurus cazaui \| \| \| \| \| \| Dicraeosaurus hansemanni \| \| \| \| |
|  |                                                                                  |
|  | Amargasaurus cazaui                                                              |
|  |                                                                                  |
|  | Dicraeosaurus hansemanni                                                         |
|  |                                                                                  |

|  | Amargasaurus cazaui      |
|  |                          |
|  | Dicraeosaurus hansemanni |
|  |                          |

|  | Suuwassea emilieae     |
|  |                        |
|  | Dystrophaeus viaemalae |
|  |                        |

|  | Brachytrachelopan mesai                                                          |
|  |                                                                                  |
|  | \| \| Amargasaurus cazaui \| \| \| \| \| \| Dicraeosaurus hansemanni \| \| \| \| |
|  |                                                                                  |
|  | Amargasaurus cazaui                                                              |
|  |                                                                                  |
|  | Dicraeosaurus hansemanni                                                         |
|  |                                                                                  |

|  | Amargasaurus cazaui      |
|  |                          |
|  | Dicraeosaurus hansemanni |
|  |                          |

|  | Suuwassea emilieae     |
|  |                        |
|  | Dystrophaeus viaemalae |
|  |                        |

|  | Brachytrachelopan mesai                                                          |
|  |                                                                                  |
|  | \| \| Amargasaurus cazaui \| \| \| \| \| \| Dicraeosaurus hansemanni \| \| \| \| |
|  |                                                                                  |
|  | Amargasaurus cazaui                                                              |
|  |                                                                                  |
|  | Dicraeosaurus hansemanni                                                         |
|  |                                                                                  |

|  | Amargasaurus cazaui      |
|  |                          |
|  | Dicraeosaurus hansemanni |
|  |                          |